# Хёйн ван Гелен, Годфрид
Граф Годфрид Хёйн ван Гелен (нидерл. Godfried Huyn van Geleen, нем. Gottfried Huyn von Geleen; ок. 1595, Амстенраде или Маастрихт — 27 августа 1657, Маастрихт или Альден Бизен) — генерал-фельдмаршал Священной Римской империи, Баварии и Католической лиги, участник Тридцатилетней войны.

## Биография
Сын Арнольда III Хёйна ван Гелена, владетеля Хёйна и Амстенрадта, губернатора городов Лимбурга и Маастрихта при Филиппе II, и Маргареты ван Бокхольц.
В молодости вступил в Тевтонский орден, членство в котором было семейной традицией. В 1615 году отправился добровольцем в императорские войска в Италию. С началом Тридцатилетней войны вернулся в Нидерланды. В 1619 году стал лейтенантом в пехотном полку, который граф Бронкхорст набирал в Льежской области для герцога Баварии. В следующем году участвовал в походе в Богемию и битве на Белой горе под командованием Тилли. После этого с чином капитана перешёл в полк Анхольта.
В августе 1621 в Росхауптене во время шестидневного перемирия нашёл случай отличиться, вызвав на бой английского капитана, служившего в войсках противника. Поединок состоялся на протазанах, длиной 15 стоп, и тяжёлых шпагах. Схватка продолжалась долго, и ни один из противников не мог взять верх. Побросав оружие, они схватились врукопашную и упали на землю. Когда противник навалился на Гелена сверху, один из солдат его роты положил конец бою, задушив англичанина. Известие об этом постыдном поединке наделало немало шума в Германии, но не помешало карьере Гелена, поскольку в войсках Католической лиги царили весьма дикие порядки. После убийства Валленштейна в лагере под Прагой происходили настоящие бои между валлонскими и немецкими полками, обвинявшими друг друга в предательстве генералиссимуса.
Следующие десять лет Гелен воевал под командованием Тилли и графа Анхольта; его полк действовал в Пфальце, затем в Гессене, Саксонии и Вестфалии. Став полковником баварской службы, он участвовал в осаде Магдебурга, затем, имея под началом 2000 человек, принял командование в Вольфенбюттеле. Там он оставался шесть месяцев, до подхода войск графа фон Паппенгейма, отступавшего к Рейну после разгрома Тилли при Брейтенфельде.
У Католической лиги не хватало средств, её солдаты дезертировали. Инфанта Изабелла предложила Паппенгейму деньги в обмен на оказание помощи Маастрихту, осаждённому голландскими войсками. Бельгийские офицеры, в том числе Гронсфельд, полковники Паллант, Камарго и Линтело настаивали на принятии предложения. В конце июня 1632 договор с Брюсселем был подписан, и 2 июля Гелен выступил из Вольфенбюттеля с 200 кирасирами и 150 мушкетёрами, чтобы соединиться с Паппенгеймом на Везере.
По дороге треть из 15-тыс. войска Паппенгейма разбежалась, но оставшихся сил должно было хватить для деблокирования города. 17 августа 1632 германцы предприняли серию яростных атак голландской осадной линии, но не были поддержаны испанскими генералами Санта-Крусом и Кордовой, и потерпели поражение. Погибло 2000 человек, подполковник Тимон ван Линтело был убит, Паллант и Камарго ранены, самого Паппенгейма слегка задела пуля, оторвавшая головку передней луки его седла. Через четыре дня Маастрихт капитулировал, и причиной называли зависть испанцев к немцам, которым Брюссельский двор выплачивал более щедрое жалование, чем собственным войскам. Неудача под Маастрихтом вызвала недовольство Валленштейна и Венского двора.
В июле 1633 Гелен с войсками Гронсфельда, ставшего командующим армии Лиги, и графа де Мерод-Тиана, командовавшего имперскими войсками в Вестфалии, стоял на берегу Везера, неподалёку от Хамельна, осаждённого шведами. На военном совете Гронсфельд предложил отступление, но Мерод настоял на сражении, закончившемся полным разгромом. Сам он был смертельно ранен, армия в панике бежала, и Гронсфельд, Гелен и Бенингхаузен сумели собрать едва 2000 кирасир и драгун, с которыми спаслись бегством в Минден.
Гелен был назначен на место Мерода, получив задание любой ценой удержать под контролем Вестфалию. 20 июня 1633 он был произведён в баварские генерал-фельдвахтмейстеры, 2 января 1634 в генерал-фельдмаршал-лейтенанты, а 1 марта получил такой же чин в императорской армии. Свой новый корпус Гелен сформировал в Дёце на Рейне. Помимо полка Бенингхаузена и испанцев, пришедших из Нидерландов, ему пришлось принять на службу отъявленных негодяев и висельников, которыми командовали еврей по прозвищу «Отшельник» и партизанский главарь, называвший себя полковником Даубеном.
Доведя численность своего войска до 10 тысяч человек, Гелен начал с очищения от противника Падерборнского епископства, затем захватил долину Везера, и в апреле 1634 подошёл к стенам Хёкстера. Протестантское население города, надеявшееся на помощь войск герцога Георга Люнебургского, стоявшего неподалёку, оказало упорное сопротивление. Город был взят штурмом 10 апреля, и озверевшие наёмники Лиги, помимо гарнизона, полностью вырезали гражданское население. Люнебургские войска не оказали никакой помощи, и выражение «Надеяться, как Хёкстер на Георга», надолго стало у немцев поговоркой, обозначавшей отчаянное и безнадёжное предприятие.
Поскольку поблизости находились силы двух вражеских генералов, Гелен быстро разграбил город и выступил в поход, разбил у Нихема два шведских полка, захватив восемь знамён, а затем под Херворденом обрушился на гессенцев Хольцапфеля, разгромив и рассеяв их части. После этого имперцы двинулись с Везера на Липпе, где ими были захвачены магазины ландграфа Гессенского. Был занят ряд городов, в том числе Хамм и Бохум, и лишь под стенами городка Кронсфельд, для обороны которого собрались крестьяне со всей округи, войскам пришлось остановиться, а затем вернуться в окрестности Мюнстера.
Гелен добился нейтралитета от герцога Люнебургского и ландграфа Гессенского, и к концу 1634 года единственной угрозой остались шведы, после поражения под Нёрдлингеном намеревавшиеся вторгнуться в Вестфалию.
В 1634 году Гелен стал преемником своего двоюродного дяди Эдмонда Хёйна ван Амстенрадта на посту ландкомтура баллея Альден Бизен в Льежском епископстве, к северу от Тонгерена.
16 декабря 1635 Гелен осуществил набег в стиле Яна ван Верта. Воспользовавшись тем, что противник расположил свои части на зимних квартирах на большом удалении друг от друга, он среди ночи напал на Вильсхаузен, изрубив или разоружив всех, кого там встретил. Фельдмаршал Додо цу Книпхаузен бежал из лагеря в одной сорочке, оставив противнику свою корреспонденцию, военную казну и весь багаж. Полковник Кёнигсмарк, дед знаменитой Авроры, был взят в плен. Это нападение заставило шведов бездействовать до конца зимы, тем более, что Книпхаузен вскоре погиб в битве при Хазелюнне, а Юхан Банер был ещё далеко от Вестфалии.
Пленение Кёнигсмарка создало проблемы. Будучи уроженцем Империи, он был передан Хофкригсрату как дезертир и изменник. Банер потребовал его выдачи, угрожая применить репрессалии против всех пленных офицеров Лиги. Поскольку было известно, что швед слов на ветер не бросает, полковника пришлось отпустить. Кёнигсмарк надеялся отомстить за поражение и смерть своего друга Книпхаузена. Дивизия Гелена блокировала Оснабрюкк, а весной пересекла район Мюнстера, чтобы действовать вместе с частями маркиза дель Карретто. Гелен направил один пехотный полк на главную квартиру в Дрейзу, в распоряжение фельдмаршала Гёца. 23 июня 1636 Кёнигсмарк разбил этот полк наголову, взяв своего рода реванш, хотя ему не досталось ни богатой добычи, ни пленников в высоких чинах. Командир полка граф Иоганн фон Нассау-Дилленбург, странствующий рыцарь, последовательно, но без особого блеска, служивший Испании, Франции, Австрии и Савойе, сумел спастись бегством.
В июне 1636 Гелен был произведён в имперские генерал-фельдцейхмейстеры, а 6 июля получил такой же чин в баварской армии.
Положение имперцев осложнилось осенью 1636 года. Курфюрст Саксонский после разгрома при Виттштоке покинул сторону императора и заключил договор со шведами. Узнав об этом, имперский главнокомандующий Галлас оставил Гелена наблюдать за противником, и отправился ко двору в Вену, где задержался из-за болезни императора и сложностей переговоров с его приближёнными о плане предстоявшей кампании. Гелен решил начать продвижение к тюрингским горным дефиле, контроль над которыми давал значительное преимущество. 12 января 1637 его авангард возле Мейнингена столкнулся с частями барона Пфуля и подполковника Дерфлингера, и был разбит, потеряв восемь знамён и значков и два орудия. Сам Гелен, расположившись в Вазунгене, создавал угрозу саксонским герцогствам.
Зимой фельдмаршалы Гёц и Хацфельд были отозваны из Рейнской армии и начали продвижение в Саксонию, тем временем Гелен блокировал вражескую дивизию в Эрфурте. Он собирался наступать на Торгау, где Банер ожидал нападения двух католических армий, но смерть Фердинанда II, не выдержавшего известия о поражении при Виттштоке, спутала планы. Новый император требовал избегать сражения, и австрийцы упустили возможность разгромить противника.
Только в конце июня Гелен вступил в Мейсен, и Банеру пришлось начать отступление. Галлас проявил себя плохим главнокомандующим, и шведам без потерь удалось уйти в Померанию. К концу года уже Галласу пришлось отступать, и шведы вернули города, занятые имперцами. Гелен уехал в свой баллей, где участвовал в торжественном освящении новой церкви Альден Бизена, строительство которой начал его предшественник.
В декабре 1637 Максимилиан Баварский назначил Гелена фельдмаршалом Лиги в Верхней Германии. 27 марта 1639 он стал имперским фельдмаршалом. Вернувшись весной 1639 на театр военных действий, он получил в качестве заместителя генерал-фельдцейхмейстера Франца фон Мерси. Прибыв в Вюртемберг, Гелен обнаружил там 8000 человек, готовых к выступлению. Банер пересёк Саксонию и приближался к рубежам Богемии, и новый имперский главнокомандующий эрцгерцог Леопольд Вильгельм, не имея сил его остановить, просил помощи у баварцев. Герцог Максимилиан отправил в Богемию большую часть войск, собранных для Гелена. Сам Гелен постарался собрать все доступные силы, обратился к испанскому наместнику Пфальца Хуану де Вердуго, курфюрсту Кёльнскому и генералам, чьи войска были разбросаны по Тюрингии, Гессену и саксонским герцогствам. 3 июня он сообщил президенту Розе, что часть армии Саксен-Веймара движется к Констанцскому озеру, и он спешит на её перехват.
Гелен разбил веймарцев в нескольких столкновениях, но самого герцога с этими войсками не было, а вскоре пришло известие о его смерти. Конец 1639 года стал самым блестящим периодом в карьере Гелена, громившего лейтенантов Бернгарда и постепенно отвоёвывавшего территории, занятые французами. По итогам кампании он был возведён в титул графа. За три месяца ему удалось с боями подняться вверх по Рейну от Базеля до Кёльна.
В ноябре командующий, которому капитул Майнца поручил оборону Бингена, сдал эту важную позицию герцогу де Лонгвилю. Выступив со всей возможной быстротой, Гелен атаковал в дефиле Унтервальда четыре или пять полков, состоявших из французов, шведов, шотландцев и голландцев, и наголову их разгромил. Гебриан и Лонгвиль господствовали на левом берегу Рейна, заняли Оппенхайм и Бинген, но Гелен снабдил достаточными гарнизонами Вормс и Майнц. Он собирался помешать французам встать на зимние квартиры между Рейном и Мозелем, но тут пришло известие о захвате Кенигсмарком Билефельда и намерении шведского генерала захватить земли епископа Вюрцбурга. Герцог Баварский приказал Гелену помешать шведам.
В десять дней Гелен пересёк Кёльнское курфюршество, герцогство Берг, Марк и часть Мюнстерского епископства, и прибыл под стены Билефельда. Командовавший в городе гессенский генерал Меландер капитулировал на почётных условиях через несколько дней. Кенигсмарк уже был на пути во Франконию; узнав, что Билефельд, где он намеревался зимовать, захвачен, прекратил поход на Вюрцбург и бросился назад, но Гелен успел укрыть свои войска в Мюнстере, не понеся никаких потерь.
Зимой Гелен пытался переманить на имперскую службу веймарцев, и часть пленных, недовольных французским командованием, сменила лагерь. В середине зимы Гебриан переправился через Рейн и встал на зимние квартиры в Гессене. Имперцы не смогли ему помешать, так как реку охраняли всего два полка, а основные силы зимовали в Швабии.
24 января 1640 генералы Лиги встретились в Вюрцбурге и распределили задачи. Мерси должен был идти в Богемию на соединение с Пикколомини и Леопольдом Вильгельмом, а Гелен — препятствовать подходу подкреплений из Франции.
В августе ему удалось штурмом взять Бинген, но для захвата Кройцнаха сил не хватило, и Гелен ограничился взятием Бахараха. После этого он отступил за Рейн, удовлетворившись тем, что силы Гебриана и Банера были зажаты в треугольнике между Рейном, Майном и Заале.
Осень прошла в перестрелках, а зимой когда Пикколомини ослабил бдительность, Банер и Гебриан прорвали линии с отрядом из четырёх тысяч кавалерии и дошли до стен Регенсбурга, где проводились мирные переговоры, надеясь захватить если не самого императора, то каких-либо других важных персон. Гелен был единственным из генералов, попытавшимся наказать неприятеля. В декабре он взял Фридберг в графстве Ханау, прошёл Силезию, перевалил через Богемский лес, надеясь достигнуть неприятеля. Эта вылазка привела к конфликту Гелена с Пикколомини, получившему продолжение весной, когда имперцы перешли в наступление. 16 марта 1641 главная квартира Банера была атакована, Гелен с баварской кавалерией ударил с правого фланга, но Пикколомини не торопился поддержать атаку, и не дал этого сделать Мерси, благодаря чему шведов не удалось зажать на Прессницком перевале, и основным силам Банера удалось уйти.
Гелен взял три тысячи пленных, несколько орудий и обоз шведского арьергарда, но обвинял Пикколомини в намеренном бездействии. Максимилиан пытался их примирить, но Гелен был непреклонен, и послал герцогу Амальфи картель, однако, император не позволил состояться дуэли. Генералов развели по разным местам; Гелен увёл своих баварцев на Рейн. Банер 10 мая умер в Цвиккау в Саксонии.
Фельдмаршал остался недоволен и подал в отставку, считая себя жертвой интриг ловкого итальянца. Максимилиан был вынужден согласиться, но, рассчитывая воспользоваться услугами Гелена в будущем, обратился за содействием к своему брату Фердинанду, курфюрсту Кёльнскому и князю-епископу Льежскому.
В 1642 году Гелен стал губернатором Кёльна и главнокомандующим войсками курфюршества. Перед тем, как отказаться от фельдмаршальского жезла, он решил закончить работу по перекрытию рейнских переправ. 2 июня 1641 войска Гелена взяли Кройцнах. Узнав об этом, Гебриан отделился от Торстенсона, под предлогом приближения зимы, а на самом деле, боясь потерять коммуникации с Францией. Он просил Генеральные штаты Нидерландов обеспечить переправу через Рейн в районе Везеля. Гелен использовал все свои слабые ресурсы в качестве защитника Вестфалии, привёл в состояние обороны все города Мюнстерского епископства, и Гебриану пришлось пройти эту область без остановки.
Тем не менее, 17 января 1642 Гебриан полностью разгромил части Ламбуа и его добычей стала богатая территория между Рейном и Маасом, ещё не разорённая войной. Только личное вмешательство кёльнского курфюрста заставило императора отправить на Рейн фельдмаршала Валя из армии Эльбы, но тот двигался очень медленно, и только 28 мая 1642 прибыл в Випперфут, в герцогстве Берг, где его ожидал Гелен с 5000 солдат, набранных в трёх вестфальских епископствах. При этом комтурства Тевтонского ордена в Льежской области и герцогстве Лимбург просили о помощи, которую Гелен не мог им оказать.
19 мая 1643 Гелен сообщил президенту Розе о своём отъезде, после чего отправился в епископство Пассау, где находилась резиденция его патрона Леопольда Вильгельма. При посредничестве гроссмейстера он договорился о переходе с баварской на императорскую службу, и в ноябре вернулся в Кёльн в качестве командующего имперскими войсками в Вестфалии, должности скорее почётной, чем реальной. 1 мая 1644 он был восстановлен в чине имперского генерал-фельдмаршала.
В апреле 1644 Гелен устроил в Кёльне банкет для членов ландтага Вестфалии и офицеров баварских и имперских частей, находившихся в Рейнской области. Вместо достижения согласия праздник закончился дракой и кровопролитием, став предметом обсуждения для всей Европы, как пример варварства, до которого дошли участники войны. Ян ван Верт заколол барона де Мерода, упрекнувшего его в низком происхождении. В преддверии мирных конференций многие сочли это дурным предзнаменованием.
Военные действия продолжались. Узнав, что гессенские войска из Нойса и Линена под командованием полковника Коцена опустошают Юлих, сея повсюду грабежи, насилие и пожары, фельдмаршал обрушился на них столь стремительно, что ни одному разбойнику не удалось скрыться, а тех, кто не был убит, отправили в замок Бюль. Попытка французов снова захватить Бахарах была пресечена Геленом, явившимся под стены города 17 октября.
Серия поражений Галласа в Богемии заставила направить ему из состава Рейнской армии столь значительное подкрепление, что имперские войска на Рейне оказались почти небоеспособны, и только чудом Верту с отрядом новобранцев удалось помешать переправе Тюренна у Оппенхайма, в то время как Гелен угрожал ландграфине Гессенской, союзнице французов.
Летом 1645 в Германию вторглась армия Тюренна, Конде и Граммона. Французы имели 17 000 человек, австро-баварцы смогли им противопоставить всего 14 000, собранных с большим трудом. Так, Гелен смог собрать в Вестфалии не более 5000 пехотинцев и 2000 всадников, которых 4 июля привёл в лагерь под Амербахом. Оттуда он написал Максимилиану, что вестфальский ландтаг поручил ему командование при условии, что армия не уйдёт слишком далеко и не пересечёт Майн. Курфюрст просил Гелена разделить командование с генералом Мерси.
3 августа, после серии манёвров, имевших целью утомить противника, армия, возглавляемая тремя бельгийскими генералами, заняла позиции под Алерхаймом. Мерси командовал центром, Гелен правым, а Ян ван Верт левым крылом. Мерси погиб в сражении, после чего Конде опрокинул центр баварцев и смог нанести удар по позициям Гелена, до этого успешно отбивавшего все атаки Тюренна. Взятый во фланг, столкнувшись с подавляющим численным превосходством противника, потерявший артиллерию, которую французы сразу же развернули против него, фельдмаршал отступил к деревне Веннеберг, где окопался в ожидании подхода Верта, но храбрый рубака слишком увлёкся преследованием вражеской кавалерии и опоздал с помощью. Гелену пришлось вручить свою шпагу Тюренну, но, так как баварцы взяли в плен маршала Граммона, уже через несколько недель состоялся обмен.
Вторая битва при Нёрдлингене подняла военную репутацию Гелена, 28 сентября ставшего баварским фельдмаршалом, и сильно скомпрометировала Верта, которого считали удачливым, но не очень умным.
Отношения Гелена с курфюрстом Максимилианом вскоре окончательно испортились. Леопольд Вильгельм помог баварцам прогнать Тюренна, который отступил за Рейн в такой спешке, что оставил артиллерию в Вимпфене, но когда француз снова перешёл Рейн у Везеля и, соединившись с Врангелем, двинулся к Дунаю, эрцгерцог потребовал ответной помощи. Речь шла об угрозе наследственным австрийским землям, и Гелен без колебаний бросил Баварию, поспешив на помощь императору, и возглавив в 1646 году часть войск Леопольда Вильгельма.
Максимилиан жаловался Венскому двору на эрцгерцога, лишившего его фельдмаршала и армии, а затем стал убеждать Верта и Ройшенберга выйти из подчинения Гелену. В 1647 году Гелен демонстративно подал в отставку. О герцоге Баварском он отзывался как о последнем из людей и самом подлом из принцев. Будучи в Фюрте, в доме местного нотабля, он заявил, что оставил ремесло солдата, но если бы император поручил ему изгнать курфюрста из его владений, то с радостью бы взялся за оружие.
Вернувшись на родину, Гелен был вынужден решать финансовые проблемы, о чём заявил гроссмейстеру своего ордена, ставшему в то время штатгальтером Нидерландов: "Все двадцать восемь лет, что я служил вашему августейшему дому, я так мало берег своё добро и свою жизнь, что теперь больше страдаю от кредиторов, чем от ран". Страдая подагрой, он почти не покидал свой баллей или дворец в Маастрихте, лишь в 1649 году съездил на воды в Ахен, и однажды посетил эрцгерцога в Брюсселе. В 1654 году он писал Леопольду Вильгельму, что из-за болезни прикован к шезлонгу. Гелен перестроил дворец в Альден Бизене, поменяв интерьер и пристроив часовню, а в последние годы устранял последствия опустошения, произведённого лотарингскими войсками в деревне Фурон-Сен-Пьер, и пытался помешать введению протестантизма в Гемерте, другой деревне, принадлежавшей его ордену.